# Gargara venosus
Gargara venosus är en insektsart som beskrevs av Walker 1870. Gargara venosus ingår i släktet Gargara och familjen hornstritar. Inga underarter finns listade i Catalogue of Life.